# Bus à haut niveau de service

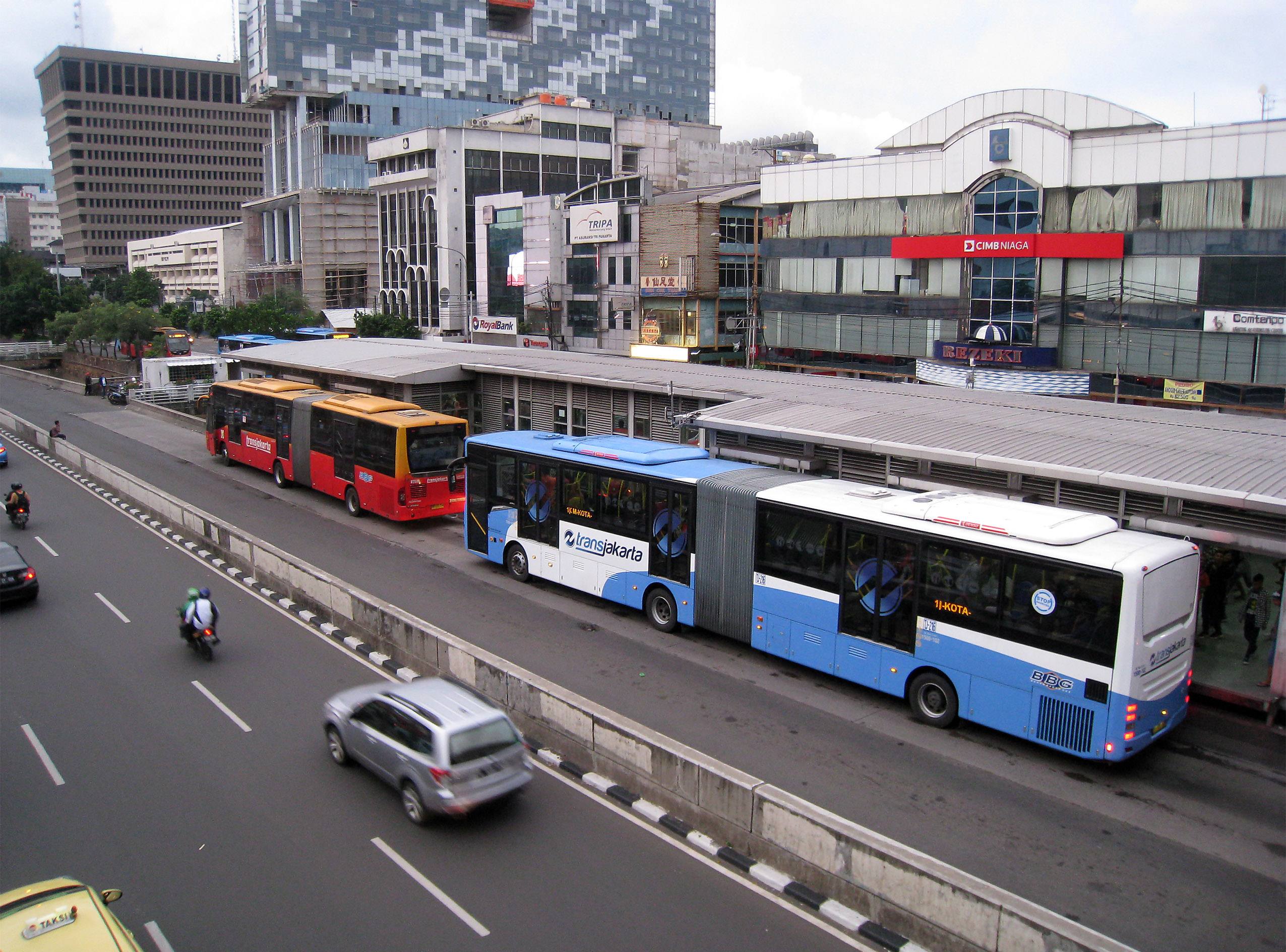
TransJakarta à Jakarta (Indonésie). Avec une longueur de 250 km (2019), c'est le plus important réseau de BHNS du Monde.

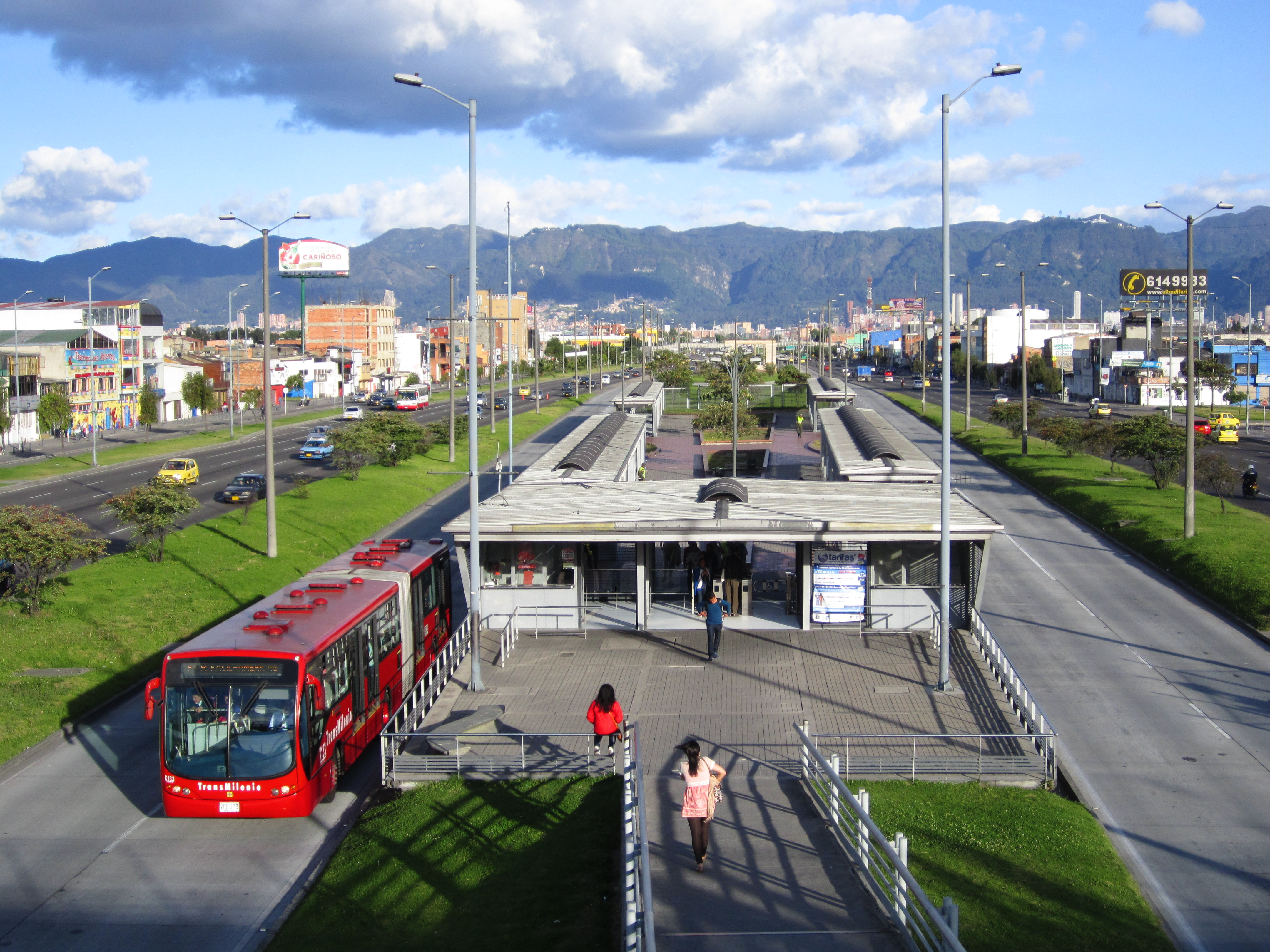
Le BHNS TransMilenio à Bogota (Colombie).

Un bus à haut niveau de service (BHNS), parfois nommé busway, trambus, transbus, ou BRT (en anglais), est un système de transport dont l'objectif est d'améliorer la capacité et la régularité de service par rapport à des lignes d'autobus conventionnelles. C'est un système de transport massifié souvent utilisé comme alternative aux tramways ou bus traditionnel.
Les caractéristiques principales de ce système de transport public, utilisant des véhicules types autobus ou trolleybus, sont,, : un parcours rationalisé suivant un itinéraire intégralement ou partiellement en sites propres ; un système de priorité aux feux tricolores et aux ronds-points garanti par des aménagements spécifiques ; un niveau de service performant et pérenne ayant une forte fréquence (5 à 10 min aux heures de pointe et moins de 15 min aux heures creuses) et une amplitude horaire élevée (circulation la semaine, en soirée et le week-end) ; un matériel roulant disposant de planchers bas pour faciliter l'accès aux personnes à mobilité réduite ; des modalités d’exploitation participant à un bon niveau de service, notamment par la vente de titres de transports dans les stations ; une identification forte du service ou de la ligne.
Son domaine de pertinence en Europe se situe entre 2 000 à 3 000 personnes par heure et par sens aux heures de pointe (site propre constitué d'une voie par sens). Des débits pouvant atteindre 9 000 à 15 000 personnes par heure et par sens sont observés dans les systèmes BHNS les plus maximalistes présents en Asie et dans les Amériques (comme en Colombie avec Transmilenio), grâce notamment à des sections où sont intégrés services express et locaux avec dédoublement des voies en station,.
Certains de ces bus, les autobus guidés, utilisent soit un guidage optique comme aide à la conduite, comme le Civis, soit des moyens de guidage matériels, comme le TVR (rail central sur certaines sections). Ces guidages permettent un alignement parfait avec le quai afin de faciliter la montée des personnes à mobilité réduite.

## Terminologie

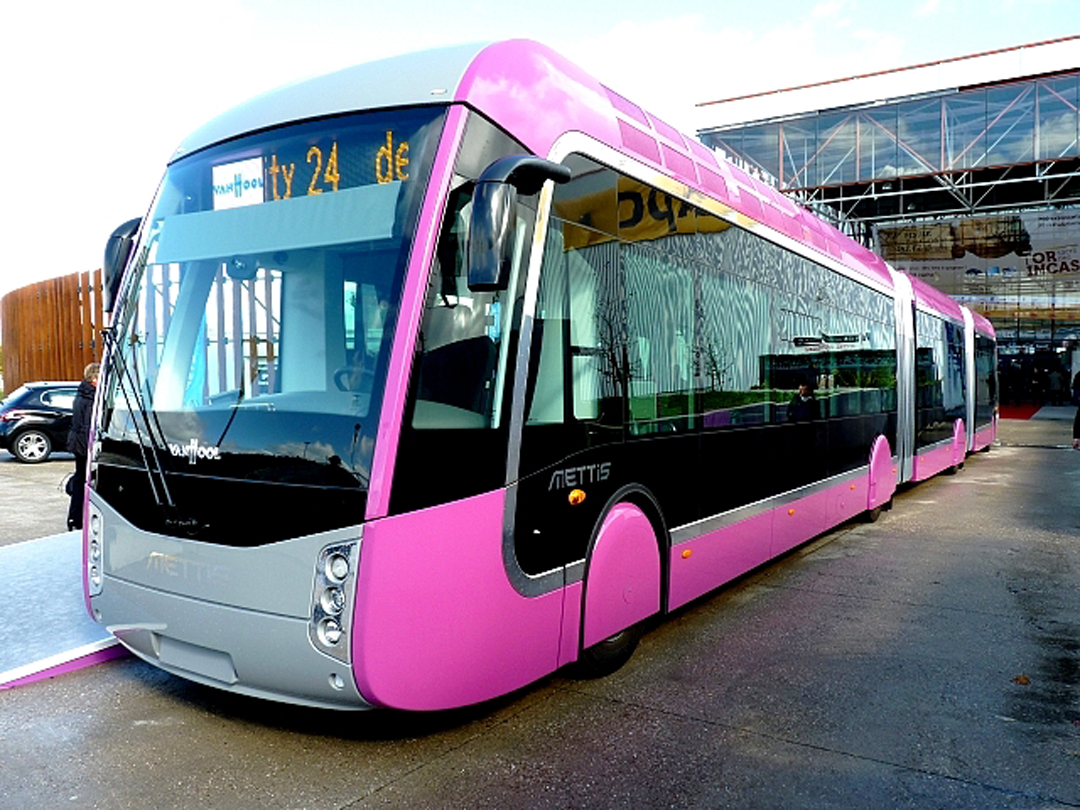
Le BHNS de Metz utilise des bus biarticulés Vanhool, ayant l'allure d'un tramway.

Le terme bus à haut niveau de service vient de l'anglais Bus Rapid Transit (BRT), que l’on peut traduire en français par Transport rapide par bus. Le système BRT, issu de la conception nord-américaine d’exploitation de lignes de bus, a été transposé en Europe dans le but d'offrir un service proche de ce que peuvent offrir d’autres systèmes de transports en commun, notamment le tramway à la française voire certains métros, mais pour un coût au kilomètre moins élevé,,. En effet l'aménagement d'une ligne de bus en BHNS, même en site propre intégral, nécessite un investissement bien moindre que pour la construction d'une ligne ferrée et offre des possibilités de réaménagement plus souples. Pour l'Europe, cette approche systémique a d'abord été mise en œuvre pour le tramway avant d'être appliquée aux bus et trolleybus, et c'est cette dernière application qui a entraîné la définition du concept de BHNS. Le concept date de 2004,,.
Le terme BHNS a été utilisé pour décrire de nombreux projets à travers les pays francophones. Tout d'abord en France, sous l'impulsion du Cerema (ex Certu), ainsi qu'au Québec et en Belgique (voir le projet de BHNS de Charleroi) ou au Maroc.
Ailleurs dans le monde, on parle essentiellement de Bus Rapid Transit (BRT), en particulier en Amérique du Nord et du Sud.

## Définition et caractéristiques
La caractéristique principale du BHNS relève davantage des services que le système rend qu’aux infrastructures mises en place pour atteindre ce haut niveau de service. Ainsi il faut différencier les caractéristiques de service et celles techniques.

### Caractéristiques de service

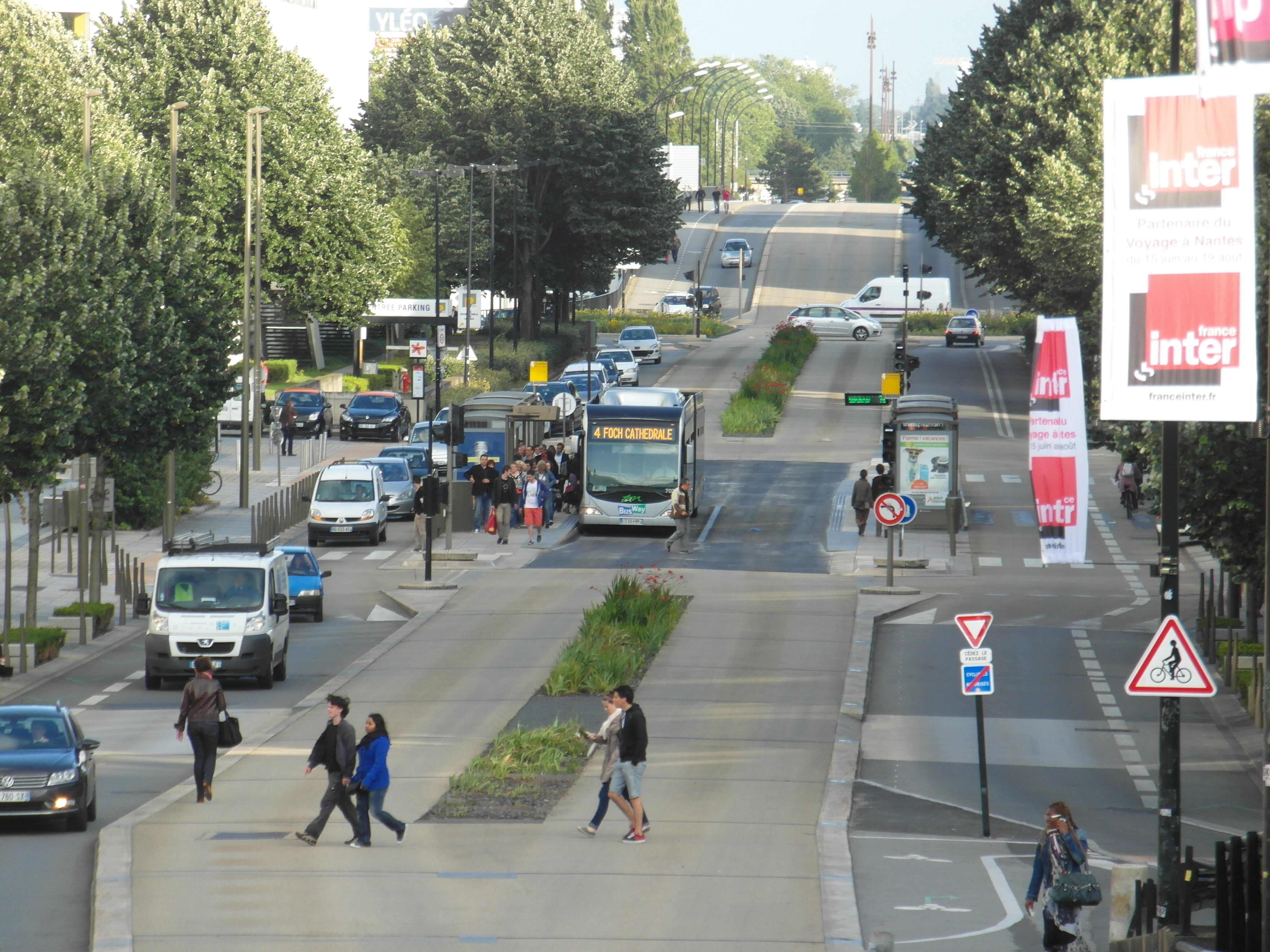
La ligne 4 du Busway de Nantes.

Un système BHNS doit approcher les services garantis par un système de transport de type tramway français ou métro. Pour cela, le BHNS doit avoir une haute fréquence de passage comprise entre 5 et 10 min en heures pleines et moins de 15 min en heures creuses. Il doit aussi offrir une garantie sur le temps de trajet, une vitesse commerciale moyenne élevée de plus ou moins 20 km/h, une amplitude horaire étendue, un accès plain pied ainsi qu'une qualité de conduite  (notamment pour les personnes à mobilité réduite et un système d'information de qualité annonçant entre autres le temps de parcours, l’attente en station, la fréquence, etc.). Généralement un travail de promotion de ces caractéristiques est effectué par l’autorité organisatrice des transports qui exploite le BHNS.

### Caractéristiques techniques

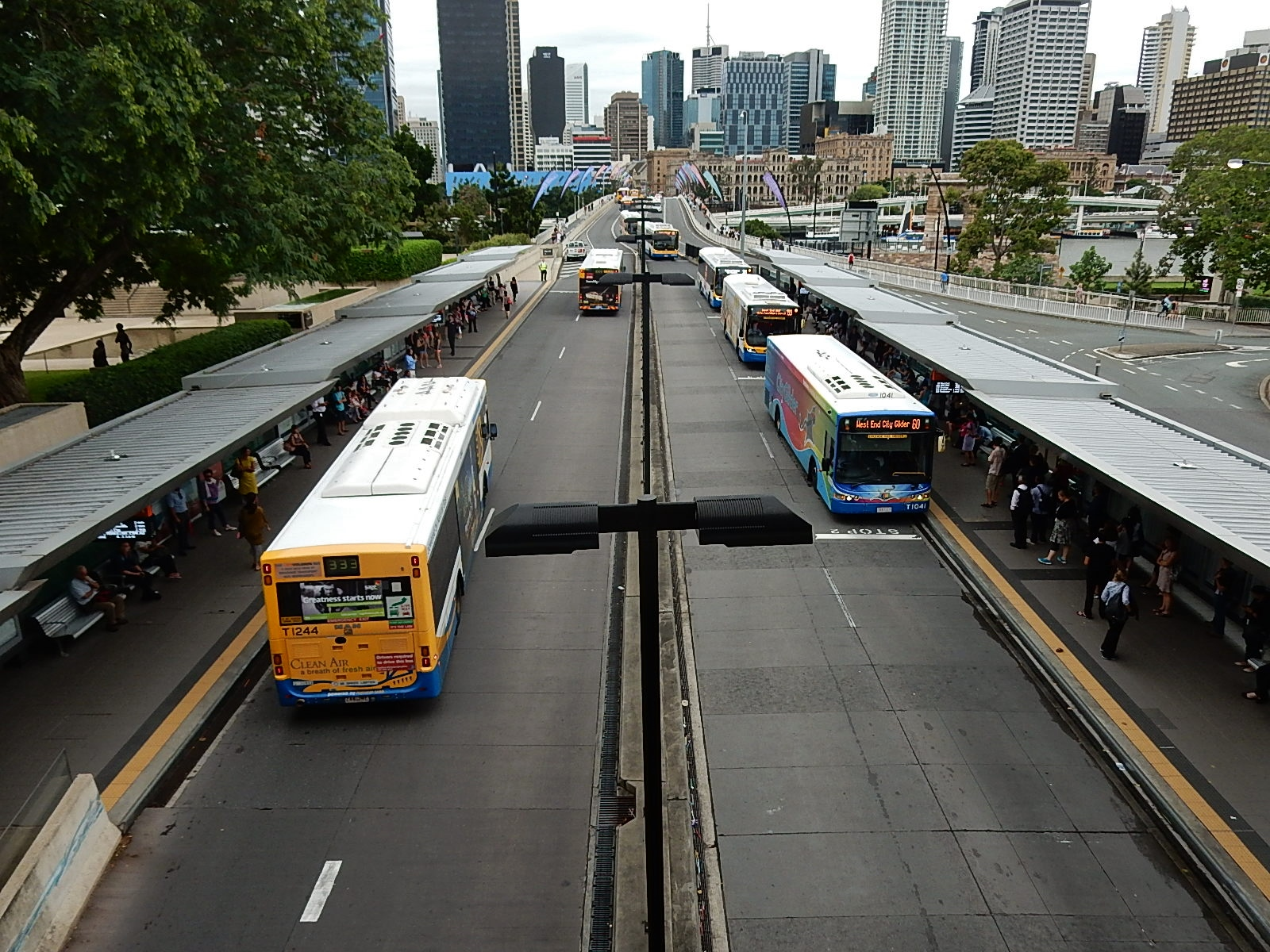
BHNS de Brisbane, Australie.

Les caractéristiques dépendent des configurations des agglomérations où le système BHNS est mis en place. L'aménagement de sites propres est un exemple pertinent. Dans des villes congestionnées par la circulation, l'aménagement de sites propres (TCSP) sur la totalité ou la quasi-totalité des lignes concernées s'avère obligatoire pour garantir une fréquence élevée de passage ainsi que le temps de parcours, tandis que dans des villes peu saturées, l'aménagement de sites propres peut être plus ponctuel et souvent concentré au centre-ville. Ainsi TCSP et BHNS ne doivent pas être confondus. Cependant le Centre d'études sur les réseaux, les transports, l'urbanisme et les constructions publiques français, abrégé CERTU, relève les caractéristiques techniques suivantes :
- l'aménagement de sites propres, de priorité aux feux, voire de signalisation de tramway ;
- le recours à un matériel roulant permettant une qualité de conduite optimale, une réserve capacitaire suffisante, son accessibilité à tous, son accostage en stations ;
- des modalités d'exploitation dont le système d'information en station et dans les véhicules, la billettique, le respect des éventuels sites propres, la formation des conducteurs et le suivi de la qualité du réseau ;
- la promotion du service peut être assurée par le choix du matériel roulant (son aménagement intérieur et extérieur, son design), les points d'arrêt, qui s'approchent davantage de stations que d'arrêts de bus, une visualisation du tracé, notamment en sites propres, une dénomination particulière des lignes, d'un logo spécifique au service, etc.

## Divers critères de service

### Intervalles de passage fréquents
La fréquence de passage désigne l'intervalle de temps entre deux véhicules. Elle est généralement plus « élevée » (intervalle plus faible) aux heures de pointe qu'aux heures creuses. La fréquence détermine donc le temps d'attente maximum.
Afin d'assurer un service de qualité, le transporteur doit donc limiter le temps maximal d'attente des voyageurs, en augmentant les fréquences, aux heures de pointe, mais aussi aux heures creuses (de journée, de matinée, en frange de pointe, voire de nuit).

### Régularité assurée par le site propre et les priorités
Un des inconvénients majeurs du bus est son insertion dans la circulation générale, qui est facteur d'aléas pour la régularité (espacement régulier des véhicules, donc des fréquences). Il est donc nécessaire, pour assurer des fréquences élevées, de garantir une bonne régularité. Il est courant d'admettre pour des lignes de bus chargées, sur des itinéraires encombrés, qu'une bonne régularité n'est possible qu'avec des fréquences de cinq à sept minutes (pour des tramways en site propre, on considère que cette valeur est de trois minutes). En deçà, les bus se rejoignent et forment des trains de deux ou plus.
Pour améliorer la régularité d'une ligne, la mesure la plus légère est la priorité aux carrefour à feux. La plus efficace est l'aménagement de sites propres (qui permettent de réduire l'espace accordé à l'automobile, dans le cadre de certaines politiques globales de déplacements). Il est bien sûr alors souhaitable de coupler les deux mesures.

### Information aux voyageurs

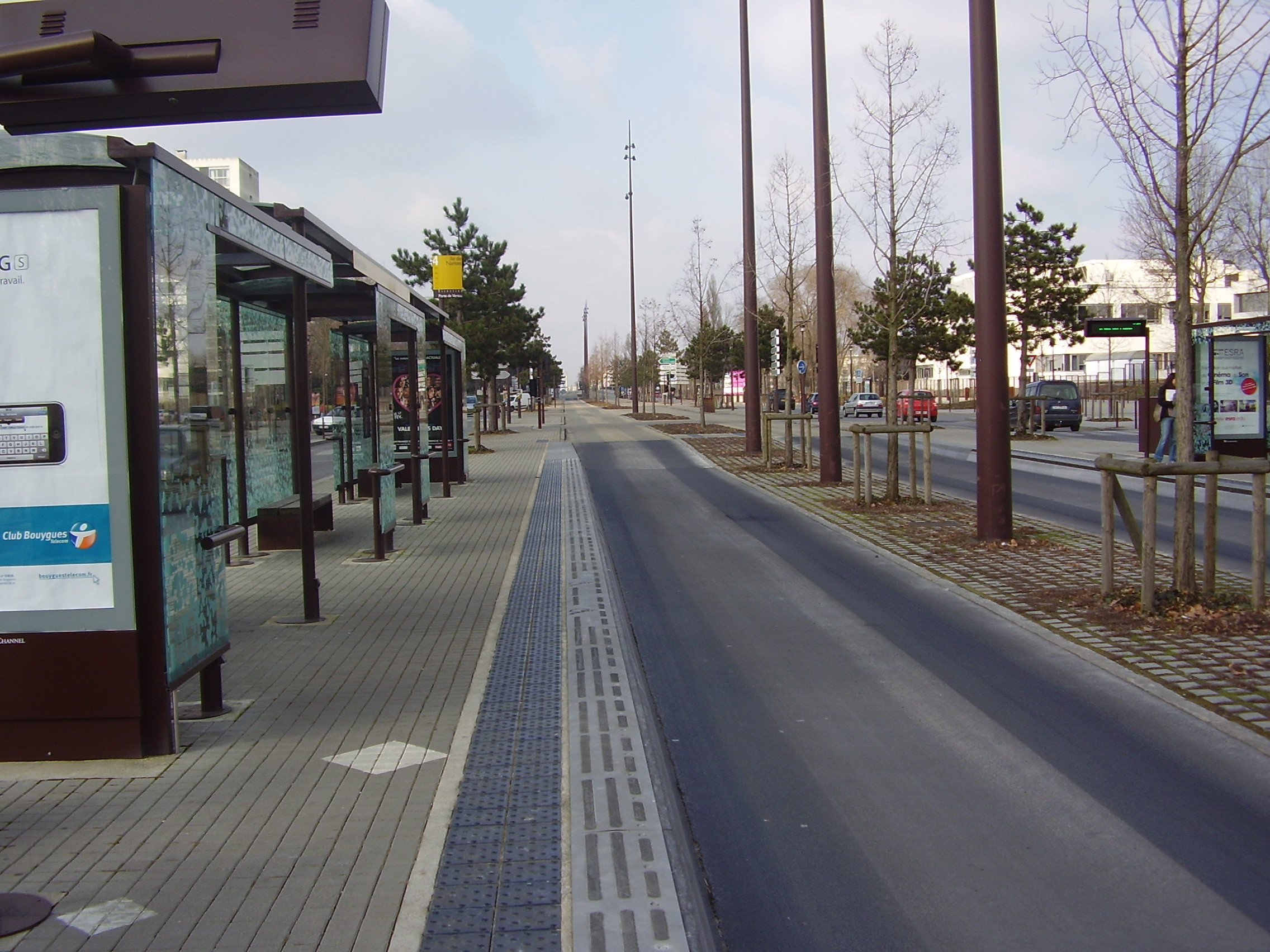
Station du Busway (Nantes, en France).

L'information aux voyageurs peut bénéficier de l'intégration au « système d'aide à l'exploitation et à l'information des voyageurs » (SAEIV) (système de transport intelligent). En France la norme européenne SIRI peut être utilisée pour l’échange d’informations en temps réel par les réseaux de transport.
Des bornes d'information disposées aux arrêts donnent les horaires de passage en temps réel, souvent en alternance avec des informations institutionnelles et commerciales. À l'intérieur des véhicules, des écrans peuvent afficher la progression du bus sur un schéma de ligne dynamique, et donner également des informations institutionnelles et commerciales
Fréquemment, les lignes de BHNS intègrent un système d’information en temps réel sur smartphone. Certaines expériences menées sur des usagers principalement habitués à la voiture ont montré que le niveau d’information offert par le réseau de transport peut avoir un impact significatif sur le choix du mode de transport utilisé. La connectivité des réseaux de transport est de façon générale une thématique à développer dans une optique d’automatisation des transports.
Ces sources d'information textuelles peuvent être couplées à un système de synthèse de parole permettant une meilleure accessibilité des transports urbains aux personnes mal-voyantes.

### Arrêts de bus ou stations
Là où les arrêts de bus traditionnels se résument à un abri voire à un simple panneau, l’arrêt d’un service de BHNS s’apparente davantage à une station. Plus grandes, elles sont proches de celles aménagées pour les lignes de tram, ont un quai affleurant le sol du véhicule, et une billetterie peut être disponible. Elles sont prévues comme des structures pérennes qui structurent l’espace environnant et confèrent un rôle central à la ligne.

### Accessibilité

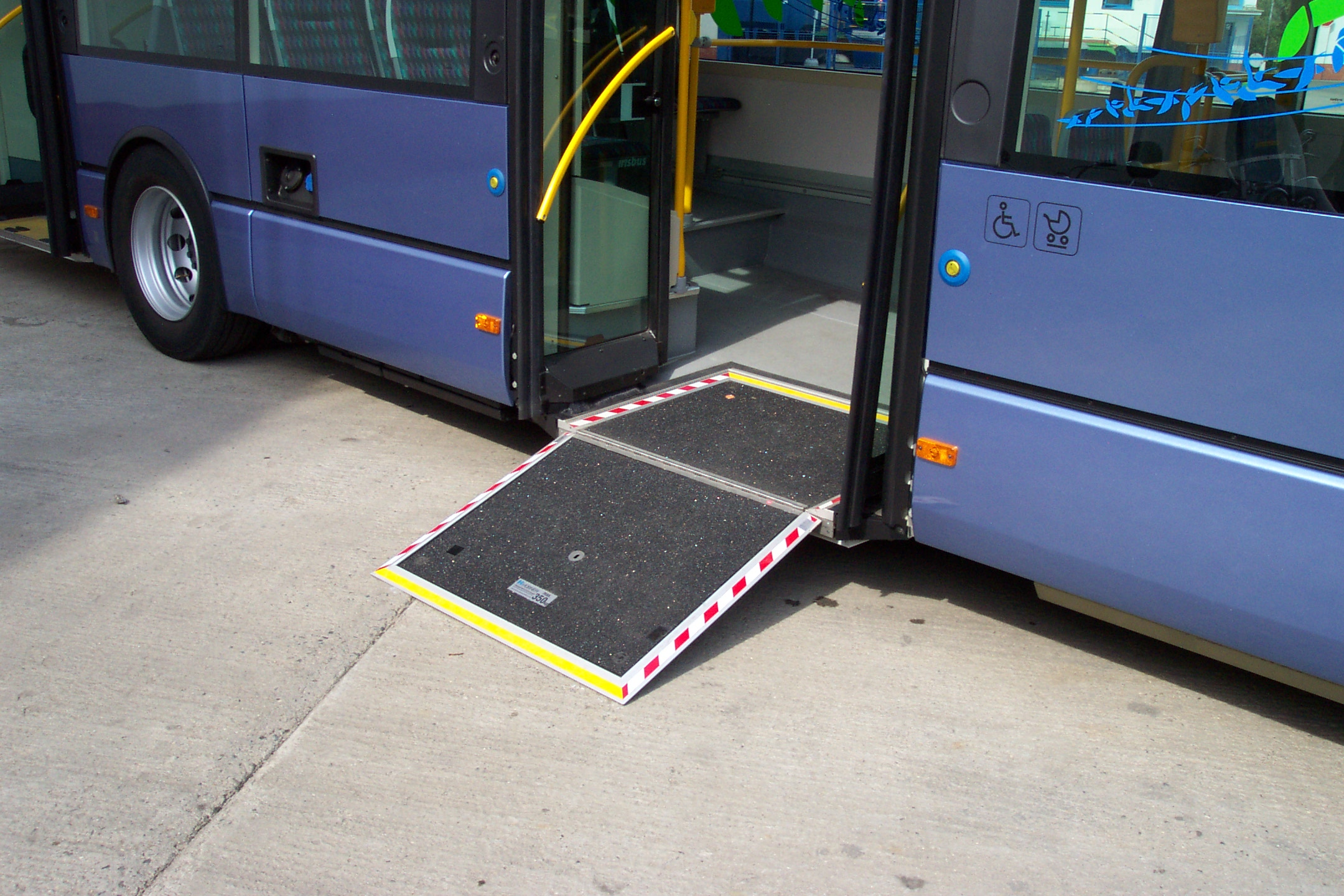
Palette déployée permettant l'accès aux personnes à mobilité réduite sur un Irisbus Citelis.

L'accessibilité aux transports en commun est essentielle pour deux raisons :
- l'une est sociale : l'accès aux transports en commun doit être à la portée de tous sans discrimination, en particulier en direction des handicapés [24];
- l'autre est systémique : plus le transport est accessible, plus il devient efficace ; en effet, le temps de trajet des transports urbains est étroitement lié au temps des arrêts pour la montée et la descente des voyageurs.

Le BHNS intègre la notion d'accessibilité, avec le principe de stations aménagées (en opposition aux arrêts de bus, souvent simples points d'arrêt) et de bus spécialement équipés.
Les stations comportent des quais adaptés avec des bordures d'aide à l'accostage qui permettent de réduire les distances (lacunes horizontales et verticales) entre les seuils des portes des véhicules et le point d'arrêt, afin d’accéder de plain pied aux véhicules.
Ceux-ci peuvent être, le cas échéant, équipés de palettes pour les utilisateurs de fauteuil roulant.

## Du matériel et des types d'exploitation différenciés

### BHNS guidés
Dans certaines villes on utilise comme bus à haut niveau de service des systèmes avec guidage comme les roues de guidage, guidages à lecture optique (TEOR de Rouen) ou des trams sur pneus (TVR bi-mode à Nancy).

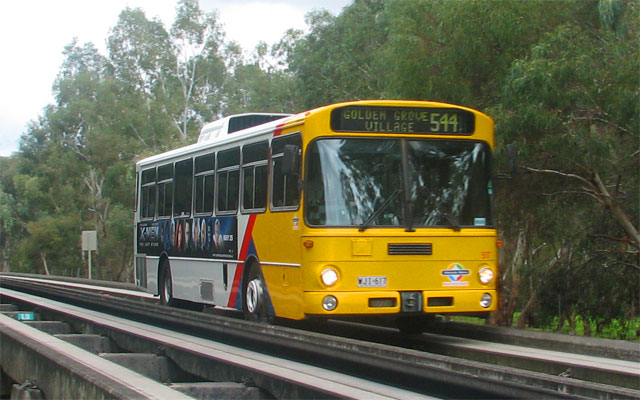
O-Bahn Busway à Adélaïde (Australie).
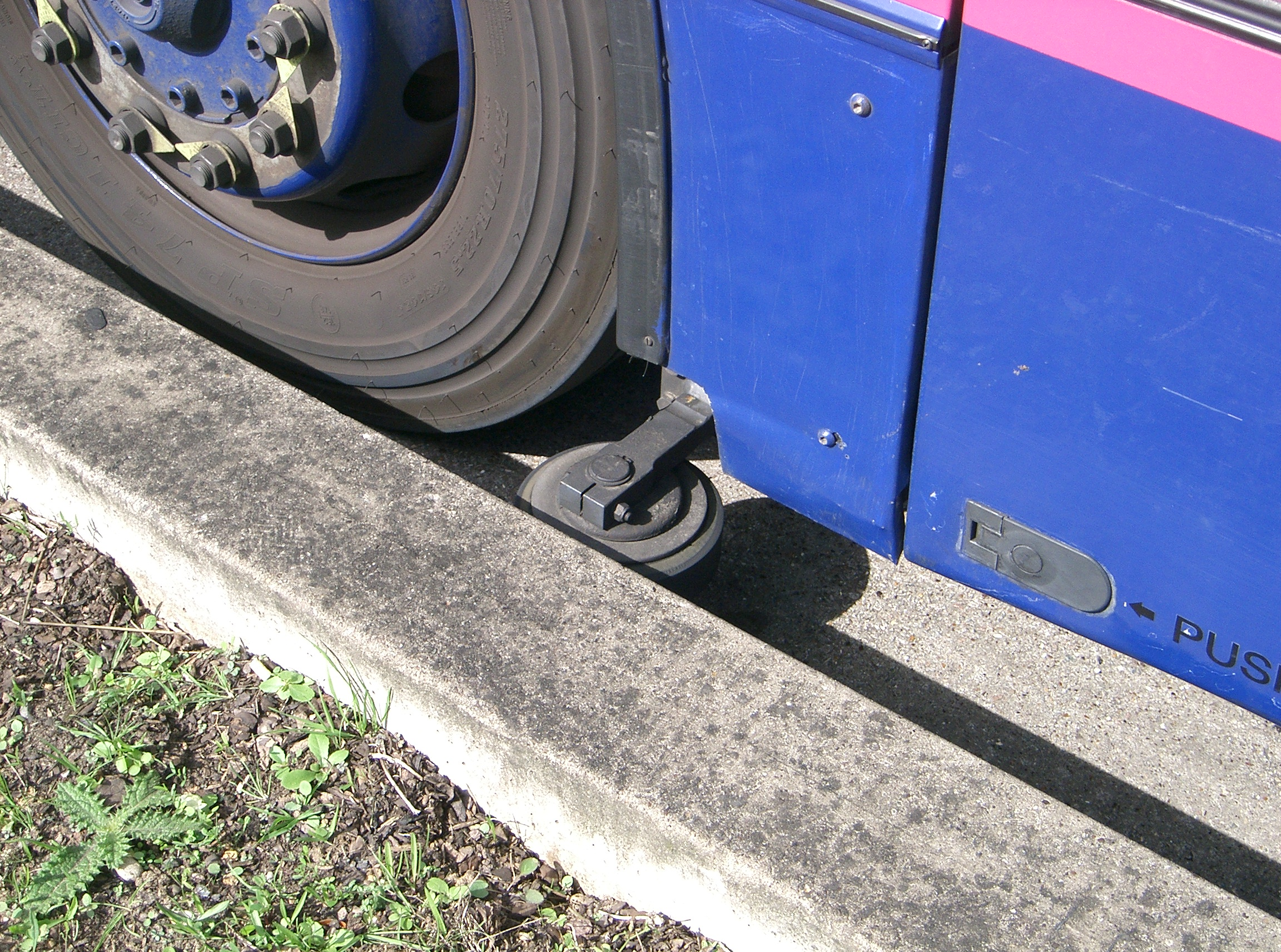
Roue de guidage du Ipswich Rapid Transit (Royaume-Uni).

### BHNS dans des tunnels routiers

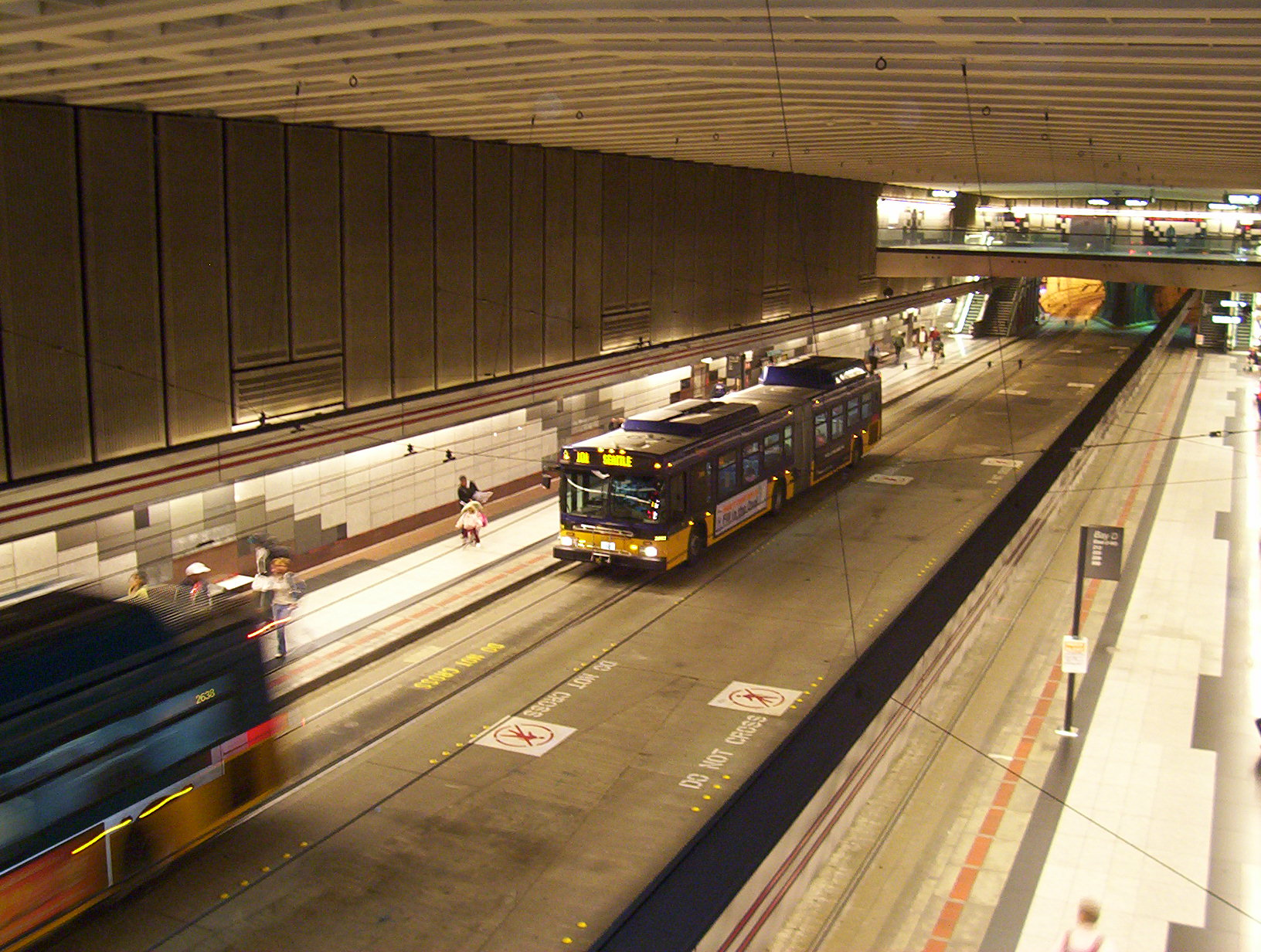
University Street Station (Seattle, États-Unis).

L'utilisation des bus dans des conditions d'exploitation de type métro, notamment en souterrain, soulèvent des aspects environnementaux. En effet, dans les villes denses, les responsables politiques évitent d'affecter de l'espace en surface aux transports en commun et préfèrent les mettre en souterrain quand les finances le permettent. Ainsi, certaines villes ont recours à des tunnels routiers pour la traversée de leur hypercentre.
Afin d'éviter les problèmes de pollution de l'air par les moteurs thermiques, on a souvent recours à des véhicules à propulsion électrique dans des tunnels :
- Seattle dans son service de BHNS souterrains. Dans ce cas, le mode dual (électrique/diesel-électrique) a été utilisé jusqu'en 2004 par les bus fabriqués par Breda, avec l'utilisation de la traction électrique dans les passages souterrains et du moteur diesel conventionnel pour les trajets en surface. À partir de 2004, Seattle a remplacé les anciens véhicules par des bus hybrides diesel-électriques, qui fonctionnent de la même façon que les voitures hybrides à l'extérieur du tunnel et avec moins de bruit et d'émissions ;
- Boston dans la phase II de sa Silver Line a utilisé une approche semblable, après avoir utilisé des trolleybus.

### BHNS sur viaduc

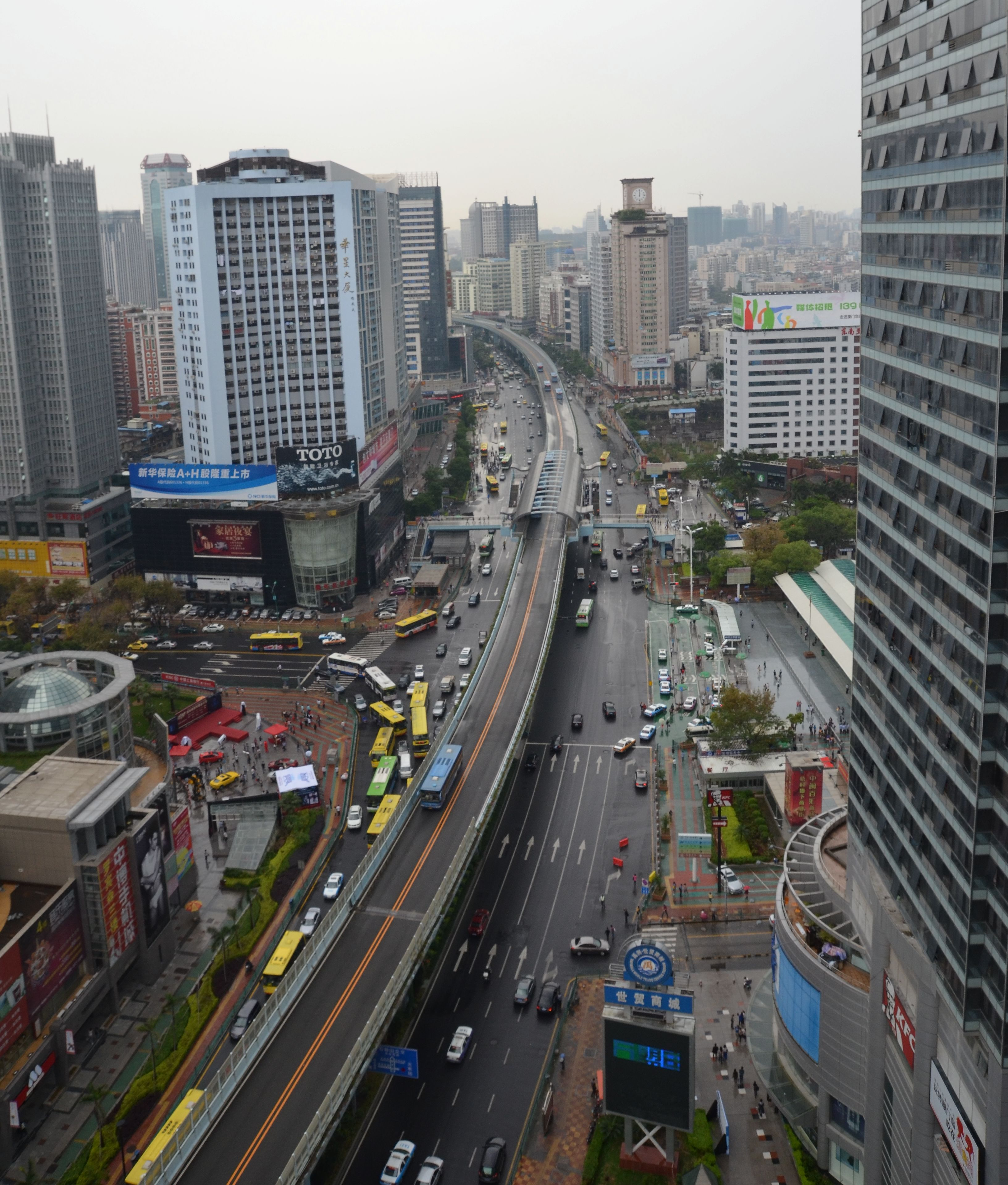
BHNS de Xiamen, en Chine, un ensemble de viaducs ont été construits pour l'isoler de la route.

Dans les villes denses chinoises, où les embouteillages sont fréquents, et à Subang Jaya (banlieue ouest de Kuala Lumpur, en Malaisie), l'augmentation de l'utilisation de la voiture est intervenue de façon brusque et l'optimisation des coûts semble importante, la solution du viaduc a parfois été choisie, comme à Xiamen, dans la province du Fujian. Les viaducs sont courants dans les métropoles (pour désengorger le trafic) et campagnes (pour conserver des terres agraires) chinoises (aussi bien pour les trains que pour les voitures), mais certains de Xiamen sont réservés aux BHNS. Le coût de la construction d'un viaduc est généralement moins élevé que celui d'un tunnel.

### Cohabitation avec les vélos
Dans une optique de décarboner les transports, l’utilisation des transports en commun et du vélo sont deux pratiques fréquemment encouragées simultanément par les villes. Les deux modes de transport ont pour idéal l’utilisation d’un site propre, mais ne sont pas systématiquement réalisables. Les cas de figure et politiques des villes mènent à plusieurs types de solutions :
- création de deux couloirs sur l’ensemble de la distance de cohabitation. C’est la solution privilégiée si l’espace le permet ;
- abandon d’un des couloirs sur une distance où l’espace disponible ne permet pas d’en aménager deux[30] ;
- création de couloirs hybrides où BHNS et vélos peuvent circuler.

### Matériel roulant
Dans les agglomérations françaises, plusieurs modèles de bus sont fréquemment utilisés sur les lignes de BHNS. En voici une liste non exhaustive.

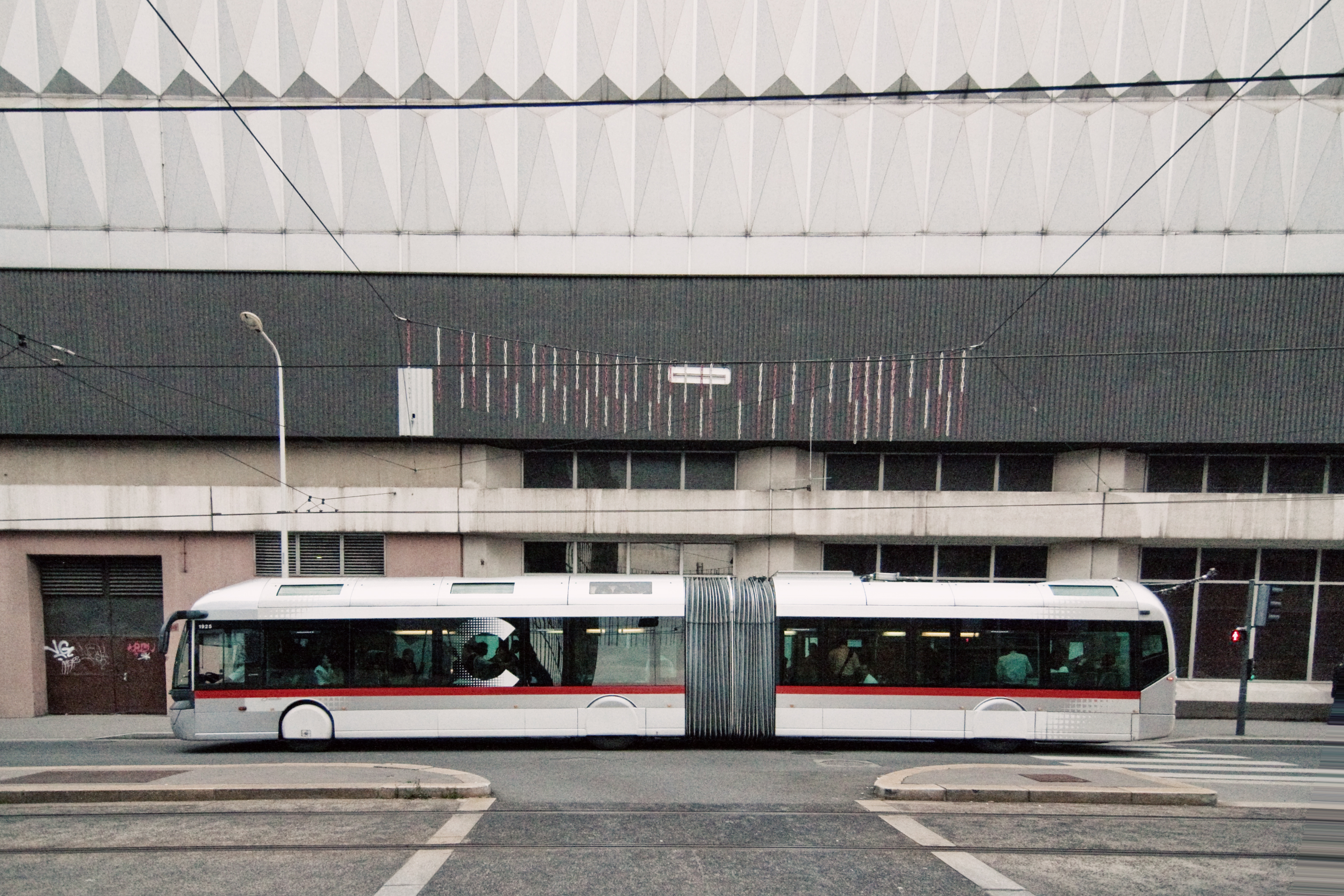
Irisbus Cristalis ETB 18 sur la ligne C3 à Lyon

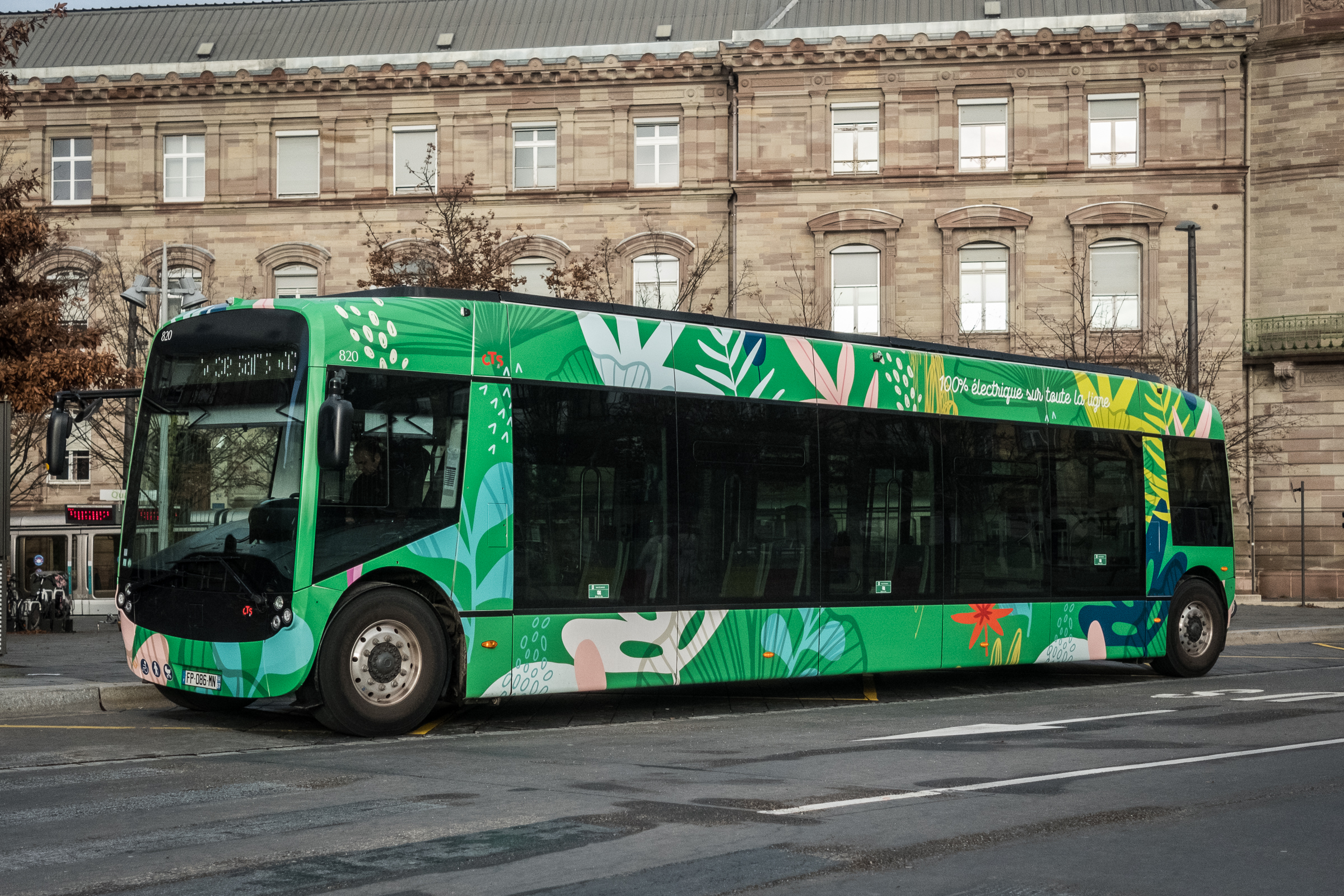
Alstom Aptis à Strasbourg en 2020

Bus articulés :
- Irizar ie tram
- Mercedes-Benz Citaro G
- Heuliez GX427
- Heuliez GX437
- Man Lion’s City
- Solaris Urbino 18
- Crealis Neo
- Van Hool ExquiCity
- Scania Citywide LF GNV
- Irisbus ETB 18
- Hess IMC
- Iveco Urbanway 18m GNV

Bus non articulés : 
- Heuliez GX337
- Irisbus Citelis
- Man Lion’s City
- Safra Businova
- Alstom Aptis

### Arbitrage entre tramway et BHNS
Les tramways et les BHNS sont deux solutions envisageables et fréquemment mises en concurrence pour des lignes à haute fréquence de surface.
Le BHNS est un service à haute fréquence modulable selon les heures de la journée, les intervalles de passage sont ajustées en fonction de la demande statistique. La capacité maximale d’une ligne de BHNS est cependant limitée à environ 45 000 passagers quotidiens. Le BHNS présente plusieurs avantages face au tramway. Il dispose d’une plus grande flexibilité, lors de l’aménagement d’abord, il permet des sites propres partiels, des modifications de lignes plus faciles, ou un déploiement en plusieurs temps de la ligne ; lors de l’exploitation ensuite, le matériel roulant est en général facilement substituable en cas de défaillances, ainsi que son parcours, en cas d’accident par exemple. Les autres avantage majeurs du BHNS face au tramway sont son coût inférieur et sa vitesse de déploiement.
Le tramway est un service dont la fréquence est ajustable à priori pour répondre aux variations de la demande. Il est cependant difficile d’ajuster sa fréquence en temps réel dans la mesure où les véhicules sont disponibles en moindre nombre par rapport aux parcs de bus. Ce service a aussi un impact fort sur la disponibilité de l'espace urbain, et cause des nuisances, en particulier sonores, lors de la phase de travaux et d'exploitation. Le tramway dispose aussi d’atouts significatifs face au BHNS. Bien qu’il soit plus coûteux, il offre un meilleur confort et surtout des retombées économiques, sociales et urbaines plus importantes. Le tramway est un projet vitrine qui permet de renforcer l'attractivité de la collectivité (ex. : ligne T3 Maréchaux, autour de Paris). La capacité du tramway, supérieure à celle du BHNS, peut atteindre 100 000 passagers par jour. Concernant son impact écologique, à capacité de transport équivalent, un tramway génère 50 % de CO2 de moins qu'un BHNS au diesel et 30 % de moins qu'un BHNS hybride.
Ainsi, le choix entre les deux services par les collectivités se fait selon trois critères principaux : la capacité souhaitée, le projet d’urbanisme et le budget alloué. 

## Histoire
Le premier système de bus à haut niveau de service a été introduit à Ottawa, au Canada, en 1973. Le Rede Integrada de Transporte (RIT), entré en service l'année suivante dans la municipalité de Curitiba dans le Paraná, au Brésil, a mis en œuvre la plupart des éléments désormais associés au BRT, tels que la perception des tarifs en dehors du véhicule, les stations fermées et l'embarquement au niveau du quai. Ce système brésilien en a inspiré de nombreux à travers le Brésil et le monde, comme le TransMilenio, à Bogotá, en Colombie, inauguré en 2000. En novembre 2013, plus de 166 villes avaient mis en place des systèmes BHNS, représentant 4 336 kilomètres de couloirs de bus. On estime qu'environ 27 millions de passagers utilisent ce système de transport public dans le monde chaque jour, dont environ 17 millions en Amérique latine, une région qui compte la majorité de ces systèmes.
En France, Transdev a été précurseur dans le déploiement de lignes BHNS dans plusieurs villes, comme à Nantes, en île-de-France, ou le TEOR à Rouen, améliorant ainsi la fluidité du trafic[source secondaire souhaitée].

### Problématiques
Ces bus s'inscrivent dans les politiques de transition écologique et de mobilité durable visant à accroitre la part modale des transports en commun et bas carbone, en particulier face au transport automobile individuel. Ils couvrent un champ varié allant des projets urbains, avec des lignes de haute capacité, aux projets périurbains où les besoins en transport collectif sont en forte croissance. Il est également nécessaire de répondre aux besoins d’intermodalité des déplacements sur un même trajet : les BHNS peuvent s’insérer dans des pôles d’échange multimodaux. Les BHNS offrent des réponses prometteuses, en matière de fiabilité, d’attractivité, d’environnement et de budget, mais leur mise en œuvre nécessite une coordination efficace entre les différentes parties prenantes.

### Enjeux sociétaux
Les BHNS améliorent l'accès aux transports pour des populations variées, en particulier les personnes âgées et celles à mobilité réduite. En offrant un service fiable, fréquent et abordable, ils favorisent l'équité sociale et renforcent le lien entre les zones périphériques et les centres urbains. De plus, cela contribue à rendre les villes plus durables et vivables. En effet, les BHNS participent activement à la transition écologique des villes, en particulier en réduisant les embouteillages et en limitant la pollution atmosphérique. En offrant une alternative performante à la voiture individuelle, ils limitent les émissions de gaz à effet de serre. Ils encouragent le report modal vers des transports collectifs en anticipant des politiques telles que les péages urbains, la hausse des coûts du stationnement et les taxes sur les carburants. Cela réduit la dépendance à la voiture et soutient une mobilité plus durable. Enfin, comme le montre le cas du rail, les BHNS participent à la résilience face à la concurrence intermodale. Cette concurrence, qui s'accumule avec des modes alternatifs comme le covoiturage ou les autocars, peut fragiliser les transports collectifs traditionnels.
Ainsi, les BHNS, en s'adaptant aux nouvelles attentes des usagers, se positionnent comme une réponse compétitive et efficace. Ils représentent une solution moderne et polyvalente face aux enjeux sociétaux, qu'ils soient environnementaux, économiques ou sociaux. Leurs capacités à désengorger les villes, à améliorer l'équité territoriale et à soutenir la transition écologique en font un outils indispensable pour construire les villes de demain. Ils limitent les couts directs et externes et promeuvent la densification des villes le long des axes de transport collectif pour limiter l'étalement urbain.

### Perspectives et innovations futures
Au-delà des technologies actuelles, les expérimentations autour des navettes autonomes, bien que distinctes des BHNS actuels, explorent des solutions pouvant inspirer des systèmes de transport en commun futurs.
En France, la plateforme Transpolis joue un rôle central dans ces innovations. Située en région Auvergne-Rhône-Alpes, elle est destinée à la recherche et au développement de technologies liées à la mobilité urbaine. Transpolis reproduit des environnements urbains complexes et permet de tester des véhicules autonomes en conditions réalistes. Ces expérimentations incluent des aspects liés à l'automatisation, à la sécurité et à la gestion des flux passagers, qui pourraient influencer l'évolution des BHNS, notamment dans leur capacité à intégrer des technologies autonomes dans un futur proche.
Ces initiatives montrent que les systèmes de transport collectif, tels que les BHNS, sont amenés à évoluer vers des modèles encore plus innovants, tirant parti des avancées technologiques pour répondre aux enjeux environnementaux et sociétaux.

### Exemple
Dans la région Auvergne-Rhône-Alpes, un nouveau projet BHNS émerge entre Trévoux et Lyon prévoyant des véhicules circulant en site propre pour garantir des temps de trajets optimisés et une régularité. Les bus seront modernes, accessibles aux personnes à mobilité réduite, et équipés de technologies favorisant l’information en temps réel pour les usagers. Le projet prévoit également des parkings relais stratégiquement placés pour encourager l’intermodalité, permettant une transition fluide entre les voitures, les TER et les bus TCL. Ces aménagements visent à réduire l’usage de la voiture individuelle pour les trajets domicile-travail.
Le temps de trajet, le confort pour les passagers et une forte fréquence devraient permettent au service de transporter environ 17 000 voyageurs par jour. Le projet inclut des parkings relais et des aménagements multimodaux pour favoriser les connexions avec d’autres modes de transport, comme les trains, les tramways ou les vélos. Le coût global du projet est estimé à 220 millions d’euros, cofinancés par la région Auvergne-Rhône-Alpes, la Métropole de Lyon, le SYTRAL et d’autres partenaires. Les travaux devraient débuter en 2026, avec une mise en service prévue en 2028.